# 滇黔石蝴蝶
滇黔石蝴蝶（学名：Petrocosmea martini），为苦苣苔科石蝴蝶属下的一个变种。

## 扩展阅读
維基物種上的相關：滇黔石蝴蝶